# Cosmoconus caudator
Cosmoconus caudator är en stekelart som beskrevs av Dmitriy R. Kasparyan 1971. Cosmoconus caudator ingår i släktet Cosmoconus och familjen brokparasitsteklar. Inga underarter finns listade i Catalogue of Life.